# Petr Nečas
Petr Nečas (* 19. listopadu 1964 Uherské Hradiště) je bývalý český politik a podnikatel. Od června 1992 do srpna 2013 byl občanskodemokratickým poslancem, nejdříve v České národní radě a poté v Poslanecké sněmovně Parlamentu. V letech 2006–2009 zastával posty místopředsedy vlády a ministra práce a sociálních věcí v první i druhé vládě Mirka Topolánka. Po Topolánkově odchodu byl v letech 2010–2013 v pořadí třetím předsedou Občanské demokratické strany a předsedou vlády České republiky, od prosince 2012 do března 2013 byl navíc pověřen vedením rezortu ministerstva obrany. Dne 17. června 2013 podal demisi v důsledku tzv. kauzy Nagyová. Nečas se v květnu 2023 stal prvním pravomocně odsouzeným bývalým českým premiérem v trestní kauze. Podle soudu dvakrát křivě svědčil u soudu ve prospěch své manželky Jany, za což byl odsouzen k ročnímu podmíněnému trestu a peněžitému trest ve výši sto tisíc korun.
Pracuje jako konzultant a poradce.

## Vzdělání, profese a rodina
Pochází z letecké rodiny. V letech 1979 až 1983 studoval na gymnáziu v Uherském Hradišti. V roce 1988 ukončil studium na Přírodovědecké fakultě tehdejší Univerzity J. E. Purkyně v Brně (dnes Masarykova univerzita), obor fyzika, v témže roce získal akademický titul RNDr. prací z oblasti fyziky plazmatu. Byl členem Socialistického svazu mládeže.
Po vojenské službě v Prostějově v letech 1988 až 1989 pracoval v Tesle Rožnov pod Radhoštěm (1988–1992) jako technolog a výzkumný a vývojový pracovník.
Nečas má se svou někdejší manželkou Radkou čtyři děti: dva syny, Ondřeje (* 1987) a Tomáše (* 1990), a dvě dcery, Terezu (* 1995) a Marii. Na začátku roku 2013 vydali manželé Nečasovi oficiální zprávu, ve které uvedli, že jejich vztah prochází krizí a že již několik měsíců žijí odloučeně. V červnu téhož roku pak Nečas podal žádost o rozvod a o měsíc později potvrdil, že má dlouhodobý vztah s Janou Nagyovou, bývalou vrchní ředitelkou svého kabinetu. Předtím Nečas o vztahu s Nagyovou veřejnosti dlouhodobě lhal. Dne 6. srpna 2013 bylo Nečasovo manželství po 27 letech rozvedeno. Později 21. září 2013 se Nečas s Janou Nagyovou oženil. V červnu 2025 bylo zveřejněno, že se pár rozvádí. Podle Nečasové je za rozpadem vztahu stres spojený s mnoha soudními jednáními, která pár musel v minulých letech absolvovat.

## Politická kariéra

### Občanská demokratická strana
Od roku 1991 je členem ODS. V témže roce se stal i předsedou Oblastní rady ODS ve Vsetíně. V letech 1999–2010 byl místopředsedou ODS, v roce 2002 prohrál souboj o post předsedy strany s Mirkem Topolánkem o 2 hlasy, mezi lety 2004 až 2006 vykonával funkci 1. místopředsedy ODS, kterou na podzim roku 2006 neobhájil v souboji s Pavlem Bémem. Od roku 2006 byl opět jedním z řadových místopředsedů strany.
Po odstoupení Mirka Topolánka 1. dubna 2010 se stal volebním lídrem ODS ke sněmovním volbám v roce 2010 a 13. dubna 2010 pak oficiálně převzal pravomoci předsedy ODS (pověřený vedením ODS), až do 21. volebního kongresu, který se konal 19. a 20. června 2010. Na tomto kongresu kandidoval na funkci předsedy ODS a uspěl. Svou funkci znovu obhájil na kongresu ODS v listopadu 2012, kdy poměrem hlasů 351:178 porazil jednoho z rebelujících poslanců strany Ivana Fuksu.

### Poslanec parlamentu
Od roku 1992 byl poslancem České národní rady (od 1. ledna 1993 Poslanecké sněmovny Parlamentu ČR). Ve volebním období 1992–1996 byl členem zahraničního výboru (od 1993 vedoucí stálé delegace Meziparlamentní unie a rovněž vedl delegaci do Shromáždění Západoevropské unie). Od září 1995 do července 1996 byl prvním náměstkem ministra obrany.

Premiér Petr Nečas v Afghánistánu (2012)

Ve volebním období 1996–1998 byl opět poslancem PS PČR (a předsedou výboru pro obranu a bezpečnost, členem organizačního výboru, členem podvýboru pro zpravodajské služby a místopředsedou Společného výboru Evropského parlamentu a Parlamentu České republiky, členem Stálého kontrolního orgánu pro činnost Vojenského obranného zpravodajství).
V letech 1998–2002 byl opět poslancem za ODS. Stal se 1. místopředsedou poslaneckého klubu ODS, členem organizačního výboru a předsedou Výboru pro obranu a bezpečnost. Dále byl členem stálé delegace do Shromáždění Západoevropské unie a podvýboru pro zpravodajské služby.
Ve volebním období 2002–2006 byl opět poslancem PS PČR (zvolen jako lídr ve Zlínském kraji). Stal se místopředsedou Výboru pro evropské záležitosti, členem Podvýboru pro reformu ozbrojených sil a členem stálých delegací do Shromáždění Západoevropské unie a Parlamentního shromáždění NATO. Na jaře 2002 se stal náhradníkem delegáta sněmovny v Evropském konventu.
V letech 2006–2010 znovu poslanec PS PČR. Díky svým dlouhým obstrukčním projevům ve Sněmovně získal od komunistických poslanců přezdívku Fidel. Od 4. září 2006 do 8. května 2009 zastával posty místopředsedy vlády a ministra práce a sociálních věcí v první a druhé vládě Mirka Topolánka.

### Předseda vlády

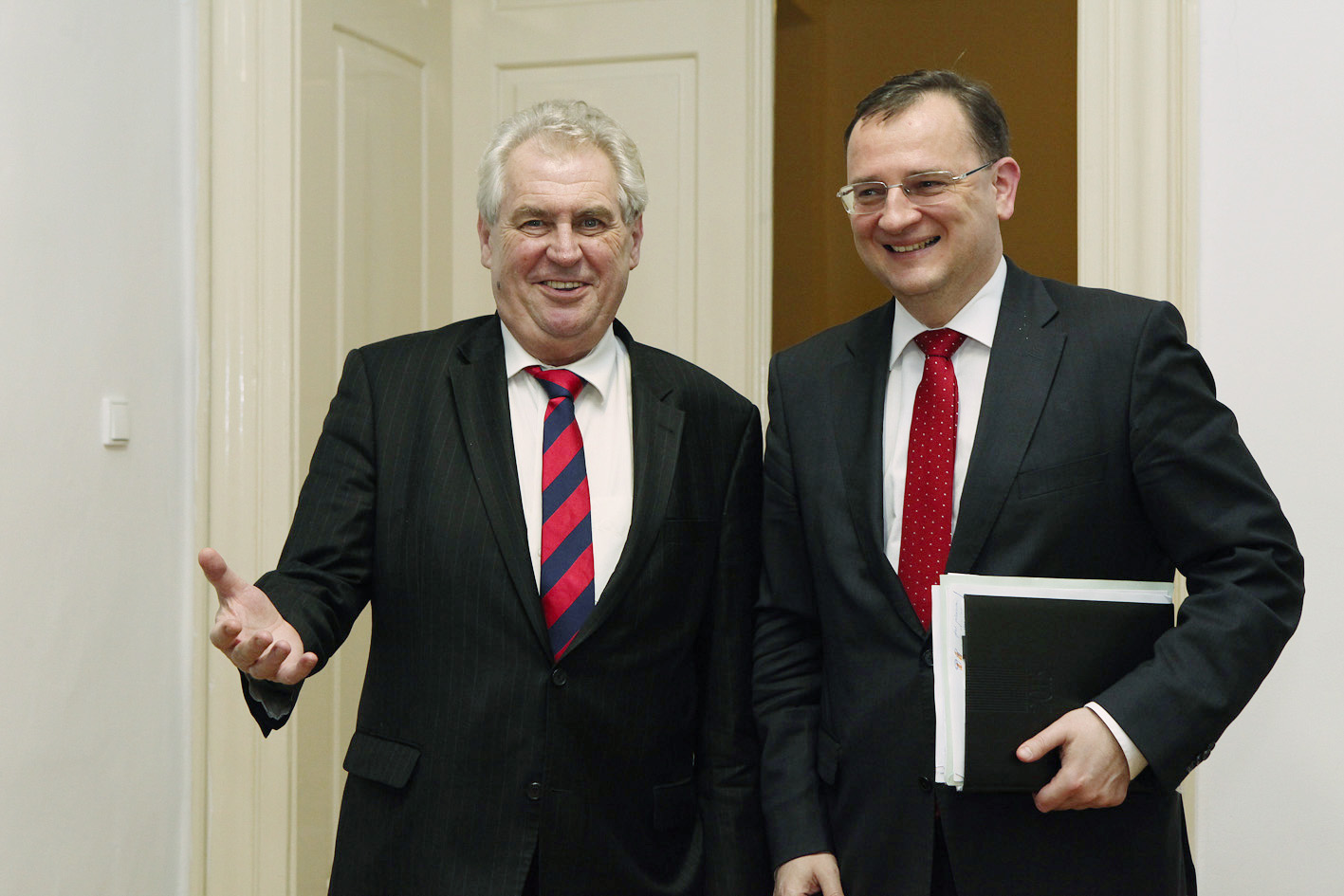
Petr Nečas s prezidentem Milošem Zemanem, rok 2013

Ve sněmovních volbách roku 2010 byl zvolen poslancem za ODS jako lídr strany na kandidátce ve Zlínském kraji. Ačkoliv ODS skončila ve volbách jako druhá, vedl jednání za ustavení středopravicové koalice a byl ODS nominován na předsedu vlády. Dne 4. června 2010 jej prezident republiky Václav Klaus pověřil jednáním o sestavení vlády a dne 28. června 2010 jej jmenoval předsedou vlády České republiky. Projekt své vlády nazval Nečas koalicí rozpočtové odpovědnosti a v den svého jmenování vyjádřil záměr ji sestavit s účastí ODS, TOP 09 a Věcí veřejných do 7. července 2010.
Dne 13. července 2010 v 10:20 hodin složila jím sestavená vláda slib do rukou prezidenta republiky Václava Klause, 4. srpna téhož roku pak předložila programové prohlášení a 10. srpna po 21. hodině jí byla Poslaneckou sněmovnu Parlamentu České republiky vyslovena důvěra, poté co obdržela 118 hlasů, proti bylo 82 z 200 přítomných poslanců (kvórum 101 poslanců).
Jako premiér byl kritický vůči obnovitelným zdrojům a vůči zastáncům ekologie. Jako první český předseda vlády začal prosazovat posílení ekonomické spolupráce s Čínou.
Svým podpisem potvrdil platnost kontroverzní amnestie Václava Klause.
Vláda Petra Nečase byla dlouhodobě u veřejnosti spíše nepopulární.

### Kauza Nagyová a pád vlády
V nedělních večerních hodinách 16. června 2013, po ukončení grémia ODS, předseda vlády Nečas oznámil, že v pondělí 17. června podá demisi do rukou prezidenta republiky a odstoupí také z čela strany. Události v tzv. kauze Nagyová vyústily v pád celé Nečasovy vlády. Premiér Nečas demisi předal 17. června 2013 v 18:03 hod. prezidentu republiky Miloši Zemanovi. Ten jej pověřil výkonem funkce do doby, než bude sestaven nový kabinet. Nastupující vláda Jiřího Rusnoka byla jmenována 10. července 2013.
Dne 11. února 2014 policie obvinila Petra Nečase z podplácení v tzv. kauze Nagyová, konkrétně ve věci politických trafik pro exposlance ODS Petra Tluchoře, Ivana Fuksu a Marka Šnajdra. V červnu 2023 navrhl státní zástupce Nečasovi udělit podmíněný trest v délce trvání dva a půl roku s peněžitým trestem ve výši 500 tisíc Kč. Soud jej k tomuto trestu následně nepravomocně odsoudil.

### Po odchodu z vrcholné politiky

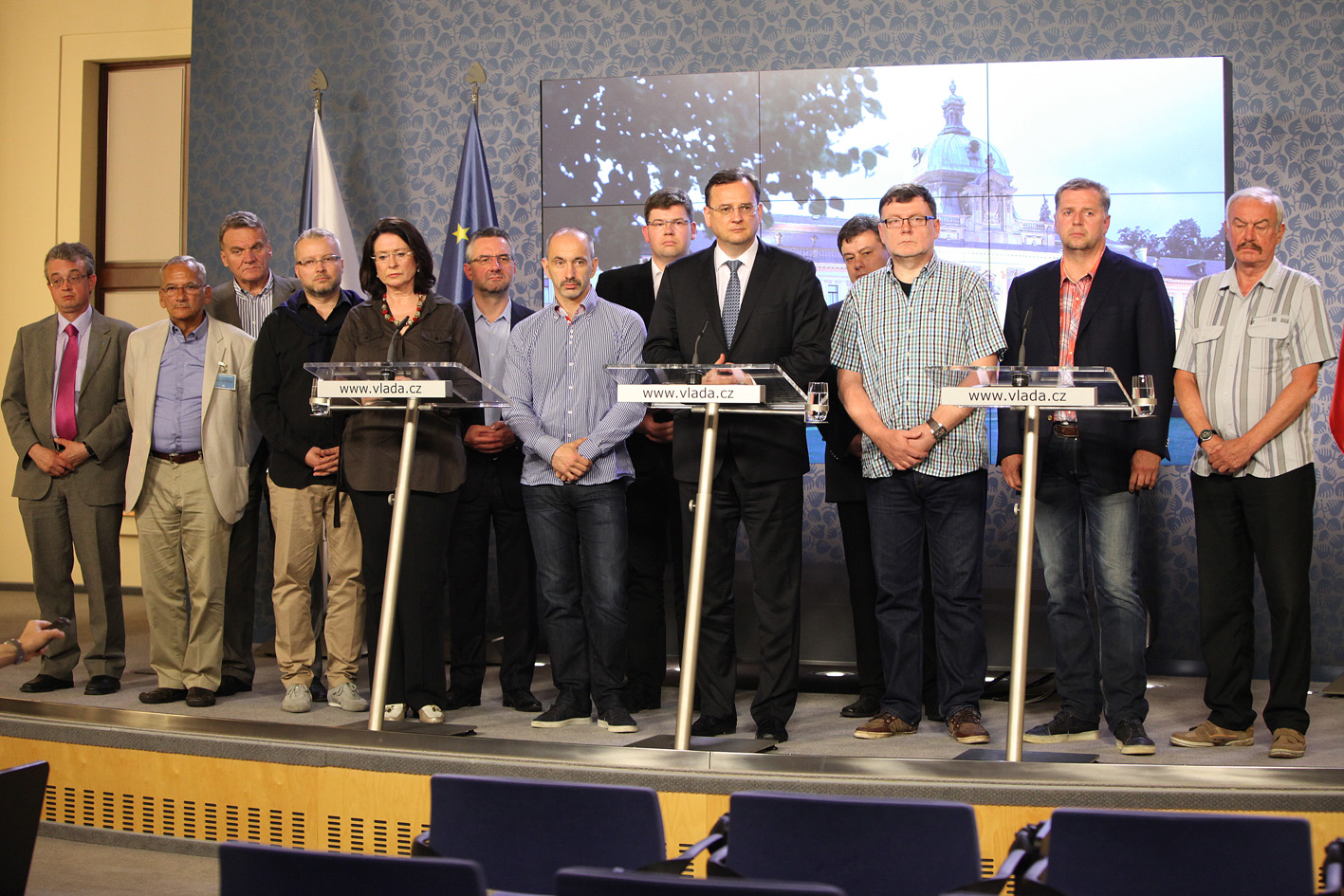
Petr Nečas na tiskové konferenci oznamuje demisi vlády, červen 2013

V souvislosti s rezignací na premiérský post v červnu 2013 uvedl, že po dokončení poslaneckého mandátu má v plánu zcela opustit politický život. Později začal pracovat pro developera a majitele finanční skupiny SPGroup Pavla Sehnala. Spolu s bývalým europoslancem za ODS Ivo Strejčkem je jednatelem ve firmě NESTAC Consulting. Přednáší také na CEVRO Institutu. V roce 2014 letěl spolu s podnikatelskou delegací jako doprovod prezidenta Miloše Zemana do Číny, kde se věnoval dojednávání česko-čínských obchodů. V této souvislosti podpořil politiku prezidenta Zemana vůči Číně a zkritizoval své někdejší vládní kolegy za kritiku spolupráce s Čínou. Politiku neupozorňování na nedodržování lidských práv v Číně a upřednostňování ekonomických zájmů, prosazoval již jako premiér k nelibosti koaliční TOP 09, když v září roku 2012 kritizoval tzv. dalajlamismus. V pozdějších letech se již k politice nevyjadřoval.
Ve veřejném prostoru se znovu objevil v roce 2021, kdy ostře vystoupil proti vstupu Roberta Šlachty, po jehož zásahu na Úřadu vlády Nečasova vláda padla, do politiky. Šlachtovo hnutí Přísaha označil za „fízlpartaj“.
V únoru 2023 byl nepravomocně odsouzen k jednoročnímu podmíněnému trestu odnětí svobody, když měl u soudu lhát ve prospěch své manželky. V květnu 2023 verdikt potvrdil pražský městský soud. Proti verdiktu se Nečas v červnu 2023 odvolal k Nejvyššímu soudu.
Petr Nečas je prezidentem New Silk Road Infrastructure Development & Technology Association.
Stále je řadovým členem ODS.

## Galerie

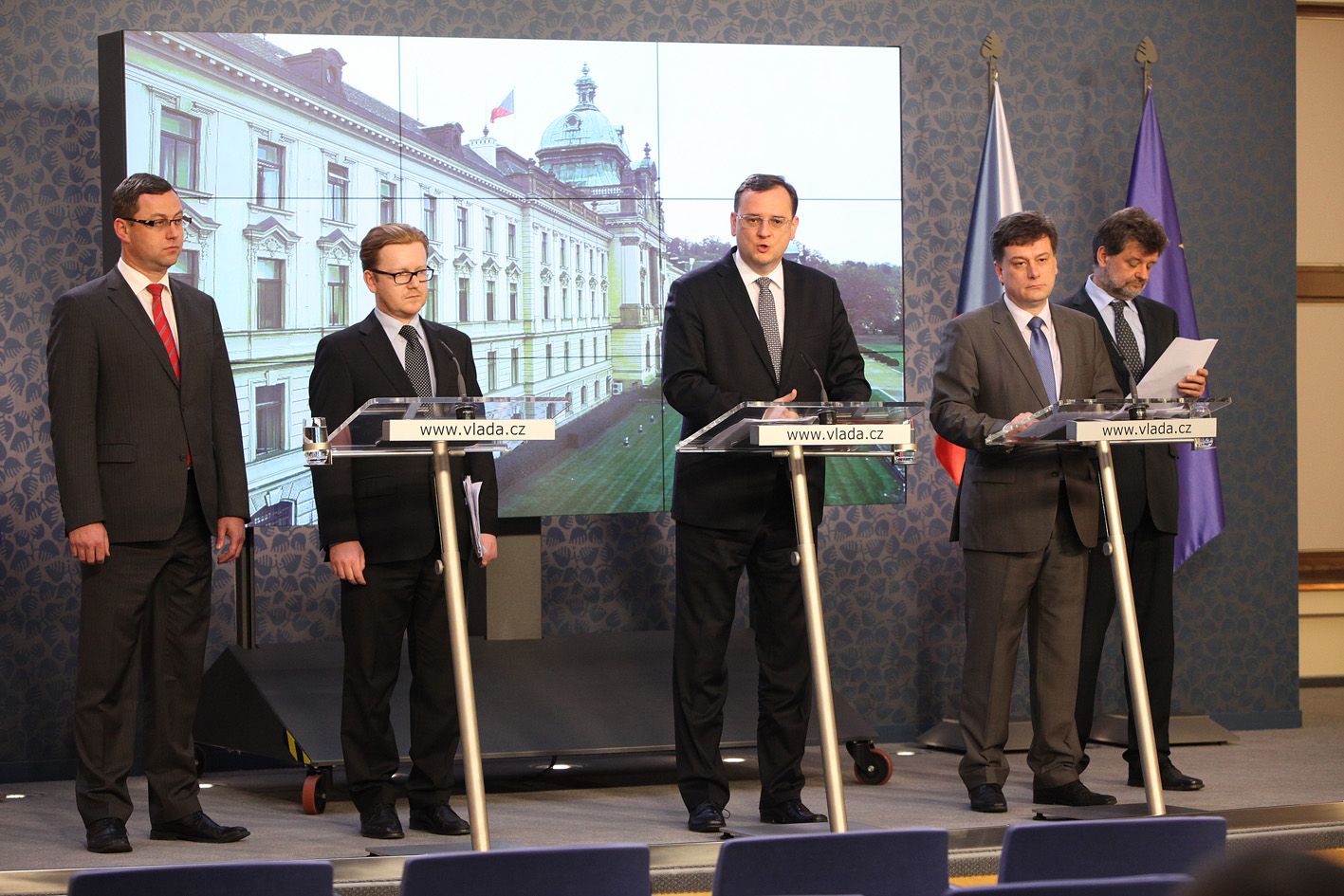
Na tiskové konferenci vlády
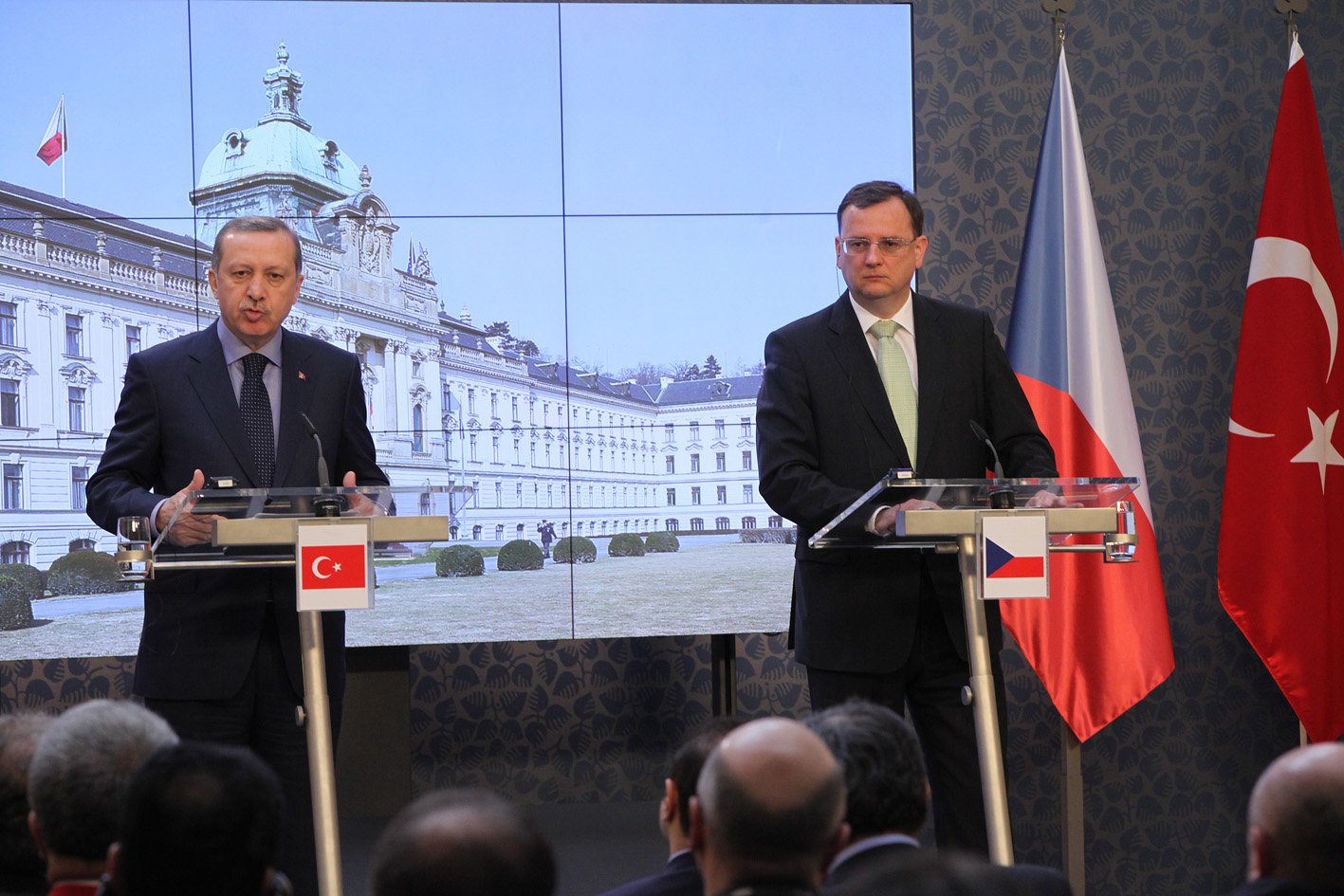
S tureckým premiérem Erdoganem
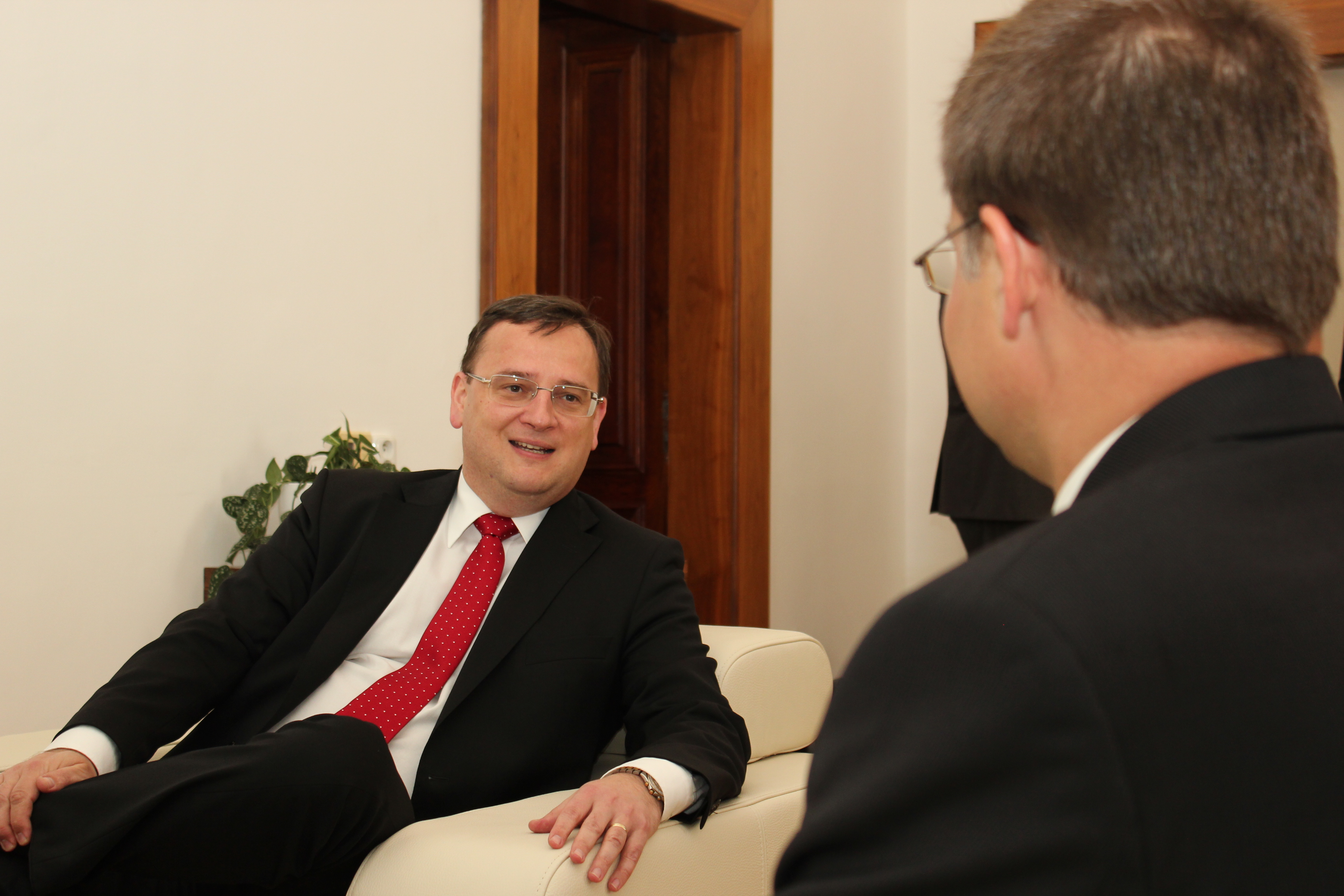
S lotyšským premiérem Dombrovskisem
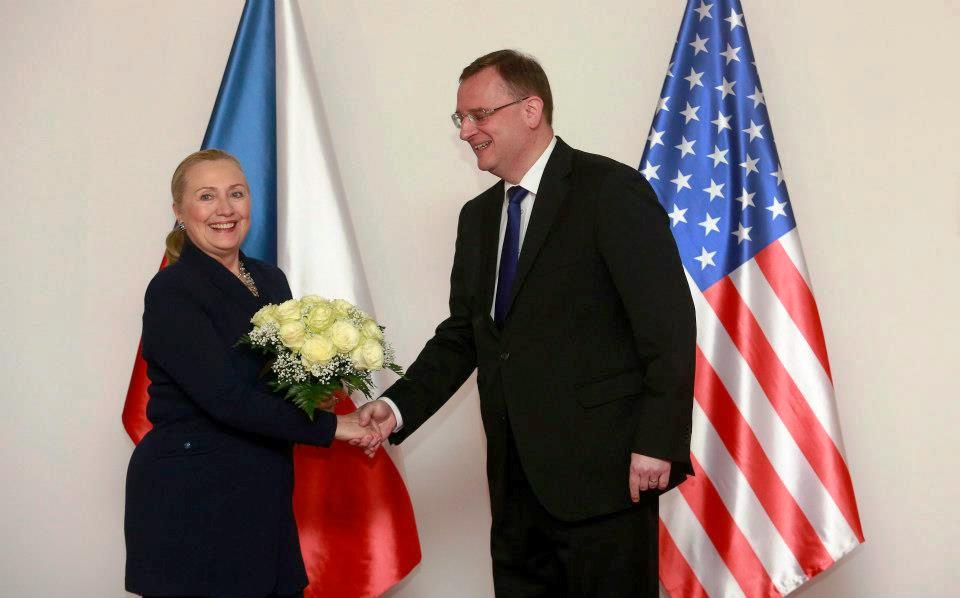
S americkou ministryní zahraničí Hillary Clintnovou
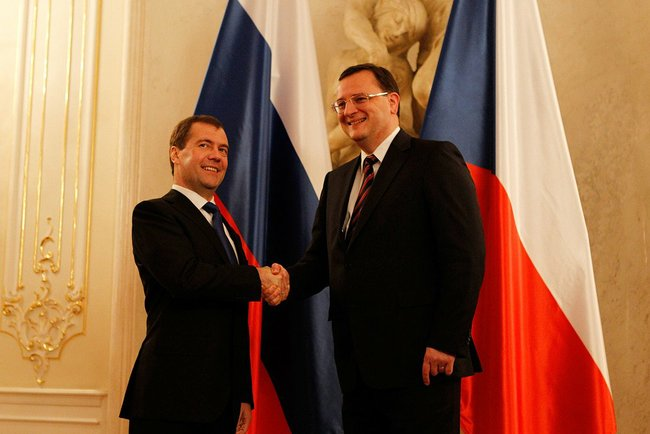
S ruským prezidentem Medveděvem
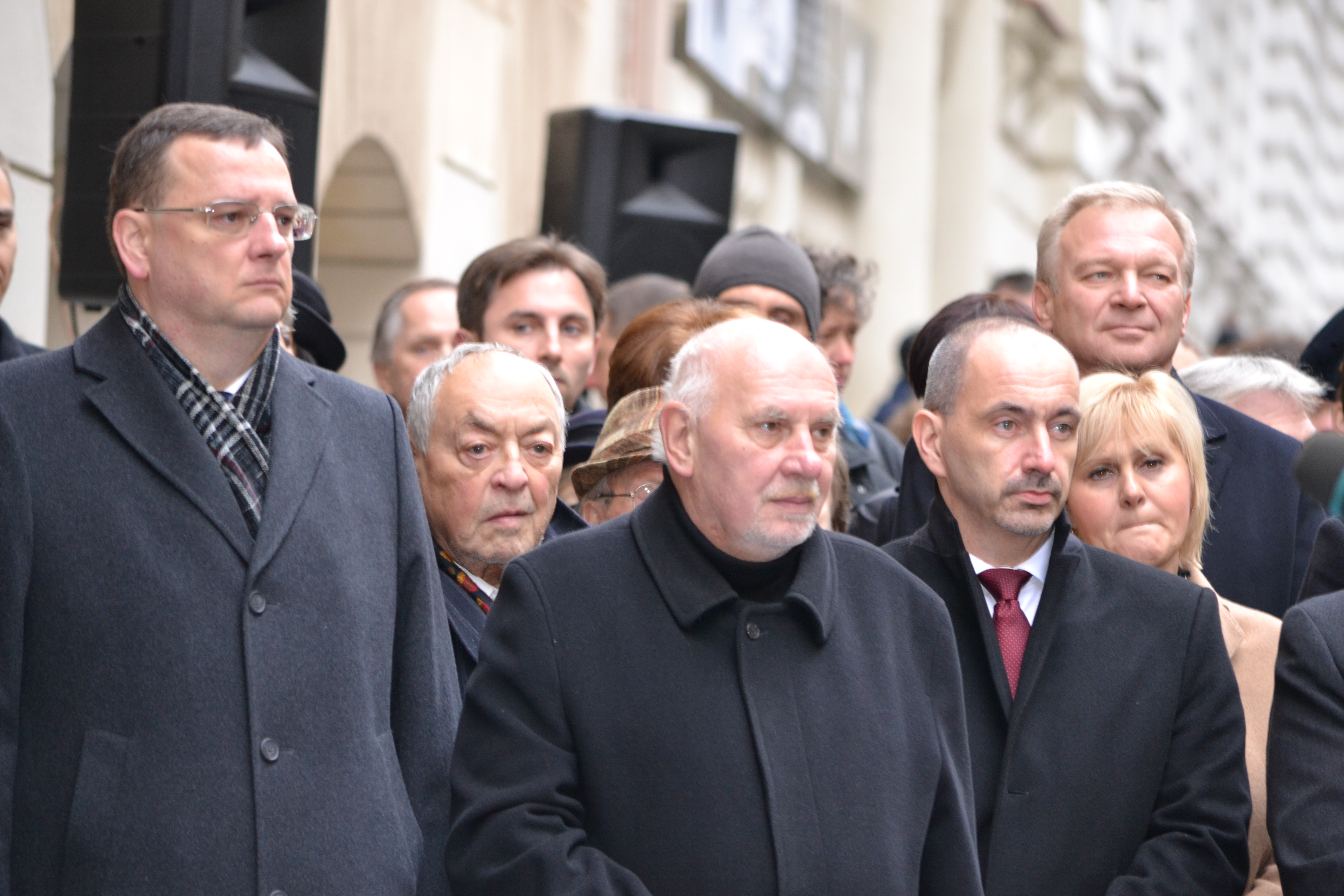
S předsedou Ústavního soudu Rychetským a ministrem Kubou